# Houma (Shanxi)
Pour les articles homonymes, voir Houma.
Houma (侯马 ; pinyin : Hóumǎ) est une ville de la province du Shanxi en Chine. C'est une ville-district placée sous la juridiction administrative de la ville-préfecture de Linfen.

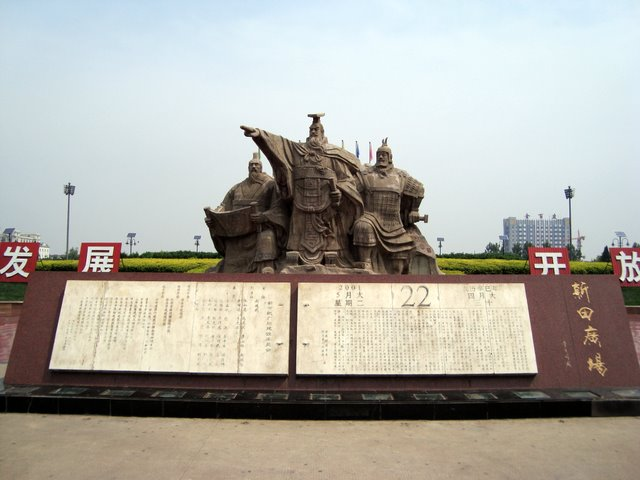
Place Xintian

## Démographie
La population du district était de 220 372 habitants en 1999.